# 뉴멕시코 대학교

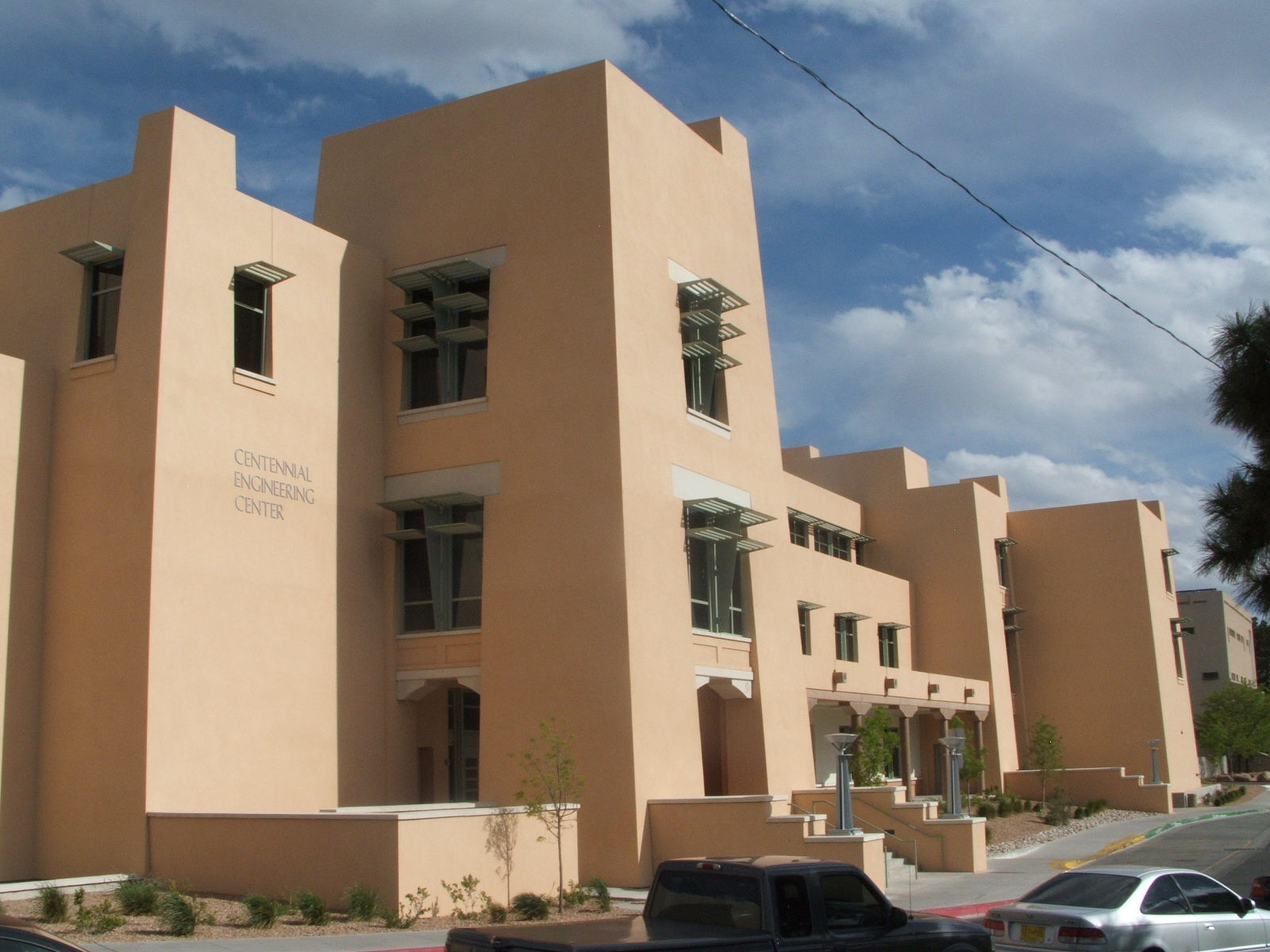
공과대학의 Centennial Engineering Center 건물

뉴멕시코 대학교(University of New Mexico)는 미국 뉴멕시코주 앨버커키에 있는 연구 중심의 주립대학교이다. 약칭으로 UNM이라고도 부른다. 뉴멕시코가 미국의 47번째 주로 편입되기 23년 전인 1889년에 세워졌다. 등록 학생 수로 보아 뉴멕시코 주에서 가장 큰 대학교가 되며 주 정부 기관으로 볼 때 주 내에서 가장 많은 직원을 고용한 기관이 된다. 본교 캠퍼스는 600에이커(2.4km2)의 면적을 차지하고 있다. 분교 캠퍼스를 갤럽(Gallup), 리오란초(Rio Rancho), 타오스(Taos), 로스앨러모스(Los Alamos), 발랜치아 카운티(Valencia County)에 두고 있다. UNM이 있는 앨버커키 도시가 미국에서 살기 좋은 도시 선정에서 15위를 차지했다고 보도된 바도 있다.

## 대학구성
UNM은 아래와 같이 14개의 분야의 대학및 대학원으로 구성되어 94개 분야의 학사, 71개 분야의 석사, 37개 분야의 박사과정의 교육을 제공하고 있다.
| - 앤더슨 경영대학원(Anderson School of Management) - 문리대학(College of Arts & Sciences) - 교육대학(College of Education) - 예술대학(College of Fine Arts) - 간호대학(College of Nursing) - 약학대학(College of Pharmacy) - 대학도서관/학습과학 대학 (College of University Libraries and Learning Sciences) |  | - 건축대학(School of Architecture and Planning) - 공과대학(School of Engineering) - 법과대학(School of Law) - 의과대학(School of Medicine) - 우등대학(Honors College) - 대학원 (Graduate Studies) - 학부대학(University College) |

## 입학
최근 통계에 의하면 학부 신입생 지원자의 66%가 입학허가를 받았다. 외국 유학 신입생 안내 정보는 UNM 웹사이트와 Link된 YouTube에서 자세히 알아볼 수 있다.
뉴멕시코 대학교의 등록금은 타주 주립 대학교에 비해서 비교적 낮은 편이나 라스크루시스에 있는 뉴멕시코 주립 대학교의 등록금 보다는 높다. 아래의 표는 2011년 학년도의 등록금이다.
| - 학부(Undergraduate) - 대학원(Graduate) |  | $2,904 (In-State) $3,165 (In-Sstate) |  | $9,959 (Out-of-State) $10,209 (Out-of-State) |  |

## 외국 학생
UNM의 2010년도 외국 유학생 숫자는 1013명이었다. 그 중 66%가 대학원생 이었다. 91개국의 외국 유학생이 있다. 학생 수가 많은 나라를 들어보면 아래와 같다.
중국(153명), 인도(72명), 한국(61명), 멕시코(53명), 영국(44명), 스웨덴(28명), 독일(22명), 일본(21명). UNM에 진학하는 외국학생의 영어교육을 제공하는 센터가 있다. CELAC라고도 부르는데 이는 'Center for English Language & American Culture'의 약자다. 학부 과정에 들어가기 전에 영어를 준비하기 위해 많은 외국 유학생이 거쳐가는 곳이다.

## 순위
세계 대학 학술 순위(Academic Ranking of World Universities)에서는 UNM을 세계순위 201-300위로 발표했고 미국 내 순위로는 90-110위로 발표했다.
뉴멕시코 대학원의 프로그램 중에서 미술대학의 사진학과(5위), 의과대학의 가정의학(8위), 간호대학의 산파간호교육(5위)을 포함해서 다섯 개의 프로그램이 미국 랭킹 톱(Top) 10 안에 들어갔다고 2011년 U.S. 뉴스 & 월드 리포트(U.S. News & World Report)가 보도하였다.
동일 보고서의 대학원 랭킹중에서 우수한 대학원 또는 학과를 보면 아래와 같다. 의과대학(Primary Care분야)(28위), 약학대학(32위), 지구학(Earth Science), 예술대학(50위), 심리학과(71위), 영문과(71위), 역사학(71위), 법과대학(79위), 컴퓨터과학(79위), 사회학(82위), 공과대학(85위). 물리학(85위),수학(89위), 심리학(91위), 화학(94위) U.S. 뉴스 & 월드 리포트에서 의과 대학원의 입학 통보 받은자와 실제로 등록한 자의 비율로 산출한 인기도 조사 결과 뉴멕시코 의과대학이 미국 랭킹 3위에 올랐다고 보고했다.

## 역사

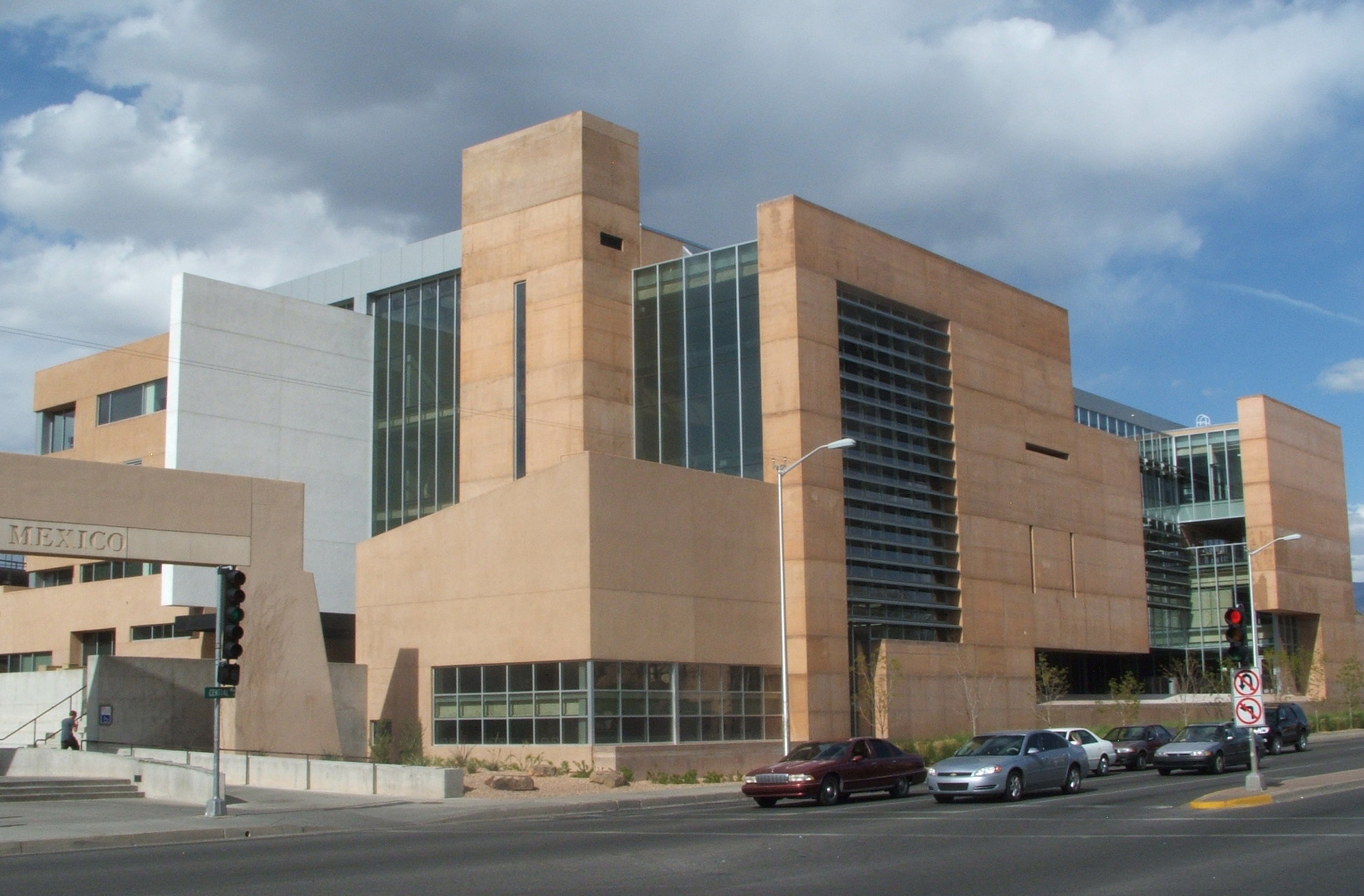
예술대학의 George Pearl Hall 건물

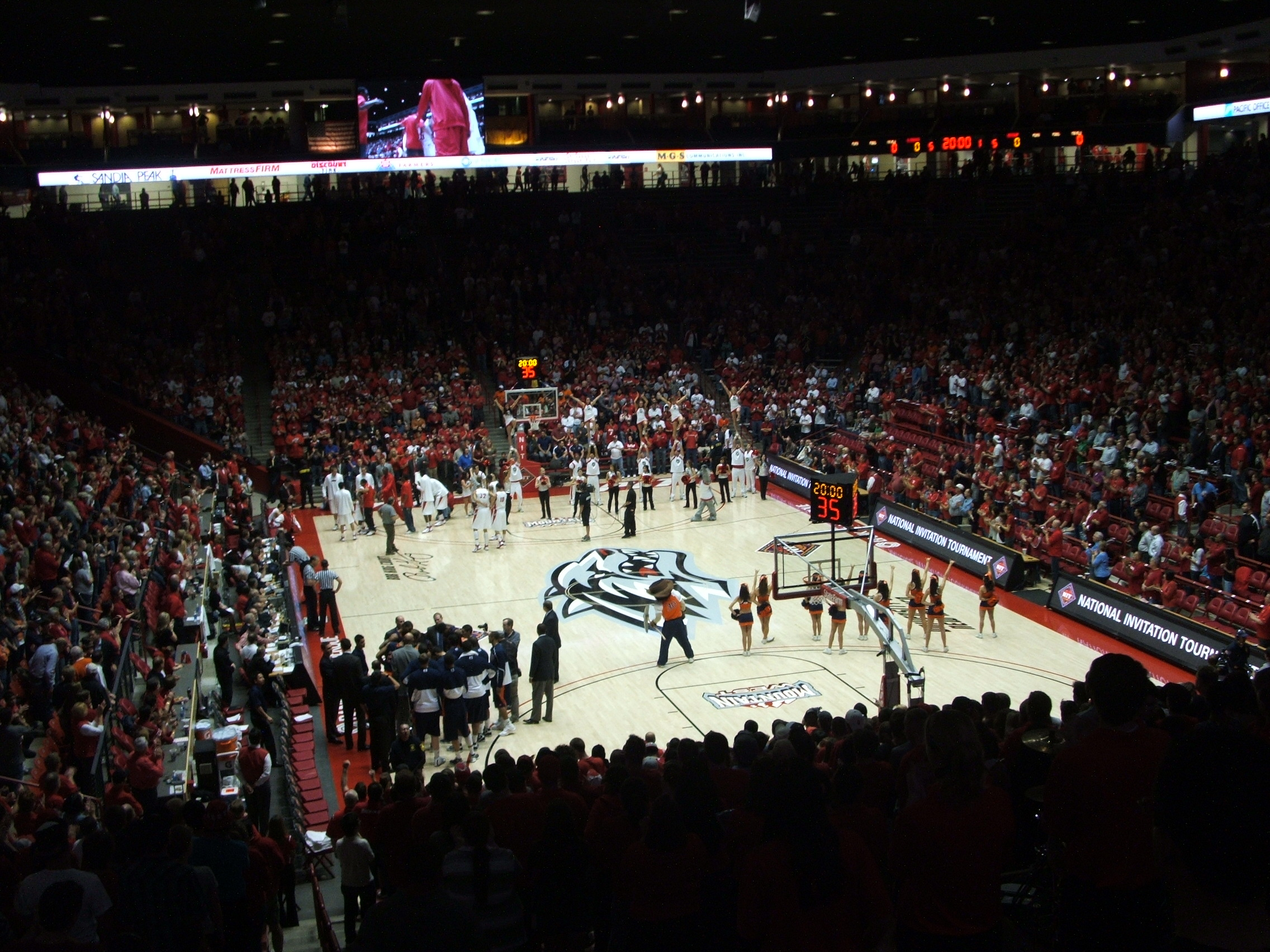
UNM 대학 농구 경기장(The Pit)

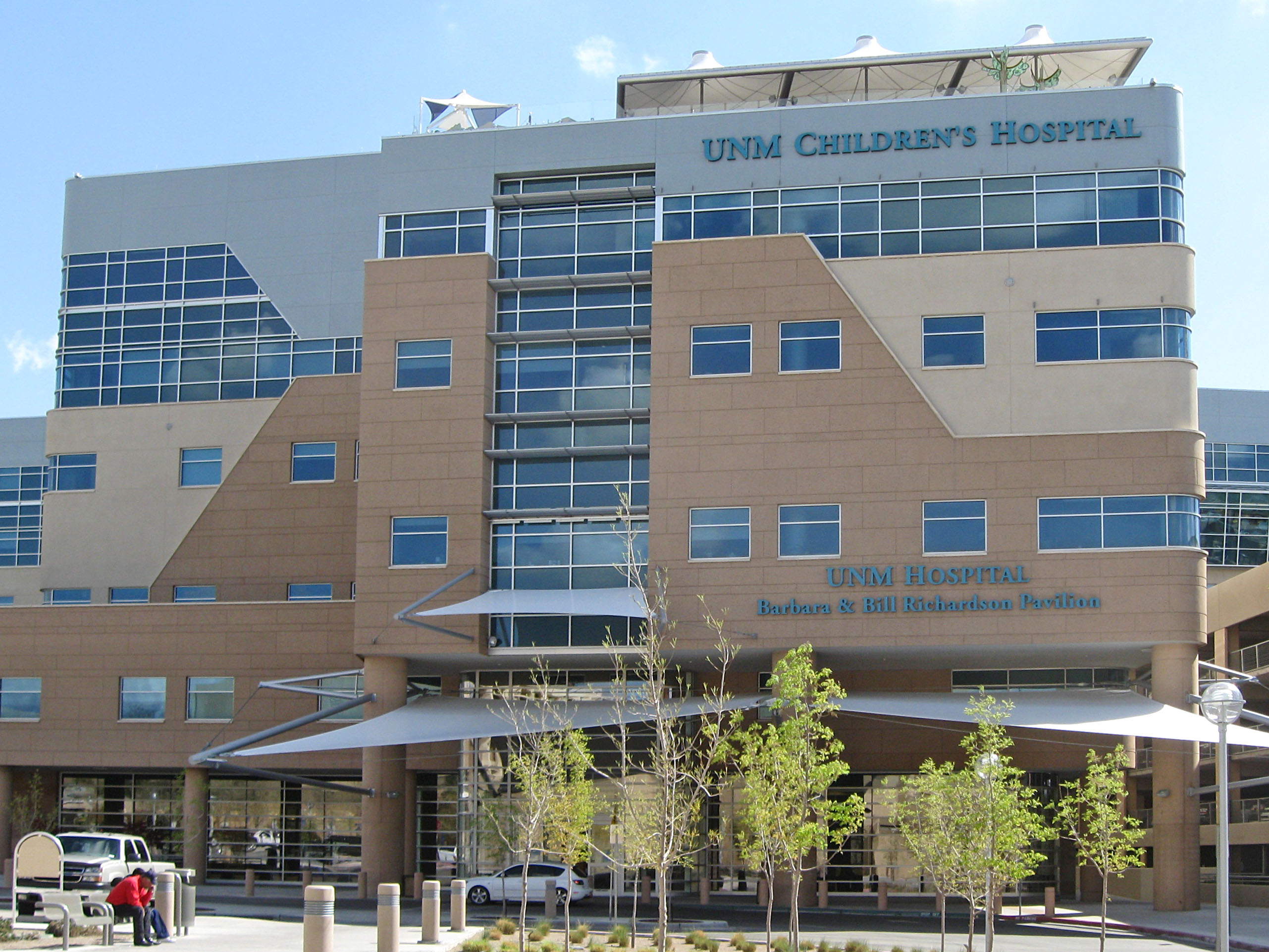
UNM 어린이 대학 병원(Children's Hospital)

- 설립 : 뉴멕시코 대학교는 1889년 2월 28일 20에이커 부지 위에 설립되었다. 최초로 지은 건물이 호진홀(Hodgin Hall)이라는 빅토리안 건축양식으로 지은 건물이었다. 3대 총장인 윌리엄 타이트(William G. Tight) 재직시(1901-1909)에 푸에블로 리바이벌 건축양식의 건물을 캠퍼스에 많이 도입하여 짓게 되었다. 1908년 호진홀을 개조하여 푸에블로 리바이벌 건축양식으로 리모델링한 것도 그가 재직하던 동안에 이루어졌다.
- 초창기 : 5대 총장 데빗로스보이드(David Ross Boyed) 재임(1912-1919)시에 학교 부지가 20에이커에서 300에이커(1.2km2) 로 늘어났다. 그 이후 많은 학과가 증설되고 시설 확장이 시작되어 샌타페이의 건축가 존가우밈(John Gaw Meem)의 설계에 의한 푸에블로 리바이벌 건축양식의 건물이 캠퍼스에 많이 세워졌다. 짐머만도서관도 이때 지어졌다.
- 이차대전 종전후 : 1948년 폽조이 총장 재임 이후 대학은 급성장했다. 학생 수는 5천 명 선에서 1만 4천 명 선으로 늘었고 의과대학, 간호대학, 법과대학을 개설했고 지금의 존슨체육관, 학생회관, 유니버시티 아레나(Pit라고도 부름), 교육대학과 공과대학 컴플랙스를 지었다.
- 1970년대 : 1970년에 들어선 뒤 월남전 반대 시위가 캠퍼스 내에서 자주 일어났다. 1972년의 교내에서의 데모 진압이 어려워지자 비상사태의 선언이 있었고 티어개스를 사용해서 시위진압을 했다. 대학병원을 위시하여 북쪽 캠퍼스 지역의 의과대학 법과대학의 확장이 이루어졌다. 매인 캠퍼스내의 휴메니티 건물, 예술대학 건물등의 신축건물이 들어 섰다.
- 1980년 이후 : 매디컬센터, 경영대학과 공과대학 시설확장, 센터니얼 도서관 신축이 이때 이루어졌다. 1990년에 들어와 남쪽 캠퍼스에 있는 연구단지 확장공사가 있었다. 최근에 와서 캔서센터, 예일 주차건물, 리오란초 분교건물등 신축과 확장공사가 계속되고 있다.

## 박물관
뉴멕시코대학이 운영하는 네 개의 박물관이 캠퍼스 안에 있다.
- 막스웰 인류학 박물관(Maxwell Museum of Anthropology): 1932년에 세워진 인류학 박물관이다. 차코케니언을 위시하여 여러 발굴 현장에서 가져온 고고학적 자료가 전시되어 있다.[11]
- 운석박물관(Meteorite Museum): 1톤이 되는 운석을 포함 각종 운석이 전시되어 있다. 운석을 통해서 태양계를 연구하는 관련 자료를 전시하고 있다.
- 남서부 생물학 박물관(Museum of Southwestern Biology): 양서류, 조류, 어류, 포유류등 열개 분야로 나누어저 있고 각 분야마다 수만 또는 수십만개의 표본을 보관하고 있는 생물학 박물관이다.
- 대학 미술 박물관(University Art Museum): 1만 점이 넘는 사진을 포함하여 3만점 이상의 미술품을 소장하고 있다.

## 연구활동
뉴멕시코 대학에는 50여개의 연구기관이 있다. 대표적인 연구기관으로 아래의 기관을 들수 있다.
| - 하이택재료연구소(Center for High Technology Material) - 남서부연구센터(Center for Southwest Research) - 암연구치료센터(Cancer Reasearch & Treatment Center) - 사회학 연구소(Institute for Social Reaserch) - 미술공학 센터(Art Technology Center) - 천체물리학연구소(Institute for Astrophysics) - 운석연구소(Institute for Meteorities) |  | - 지구학 자료분석센터(Earth Data Analysis Center) - 막스웰인류학연구센터(Maxwell Center for Anthropological) - 소입자물리학 센터(Center for Particle Physics) - 마이크로 엔지니어링 센터(Center for Micro-Engineering Material) - 컴퓨팅연구센터(Center for Advanced Research Computing) - 아메리칸 인디언 연구소(Institute for American Indian Research) - 핵전력연구소(Institute for Space & Nuclear Power Studies) |

## 미디어
UNM 이 운영하는 라디오 방송으로 KUNM-FM과 NPR(National Public Radio)가 있다. 대학 출판국으로 뉴멕시코대학 프래스(UNM Press)를 1929년이후 운영해 오고 있다. 앨버커키 공립학교와 공동으로 텔레비전 교육 방송 KNME-TV를 운영하고 있다. HD 디지털 방송으로 영어와 스페인어 두 채널 방송을 하고 있다. The Daily Lobo는 UNM 학생회에서 발행하는 일간지 신문이다.

## 푸에블로 리바이벌 건축양식으로 지은 교내 건물들
스패인 건축 스타일과 원주민 푸에블로 인디언의 어도비 건축 스타일을 합쳐서 새로운 미를 표현하는 건축 양식으로 개발된 것을 푸에블로 리바이벌 건축양식이라고 한다. 뉴멕시코대학 캠퍼스의 많은 건물이 스패인양식이 푸에블로의 영향을 받아 재부활(revival)된듯한 푸에블로 리바이벌 건축양식(Pueblo revival Style Ａrchetecture)으로 지어졌다.

푸에블로
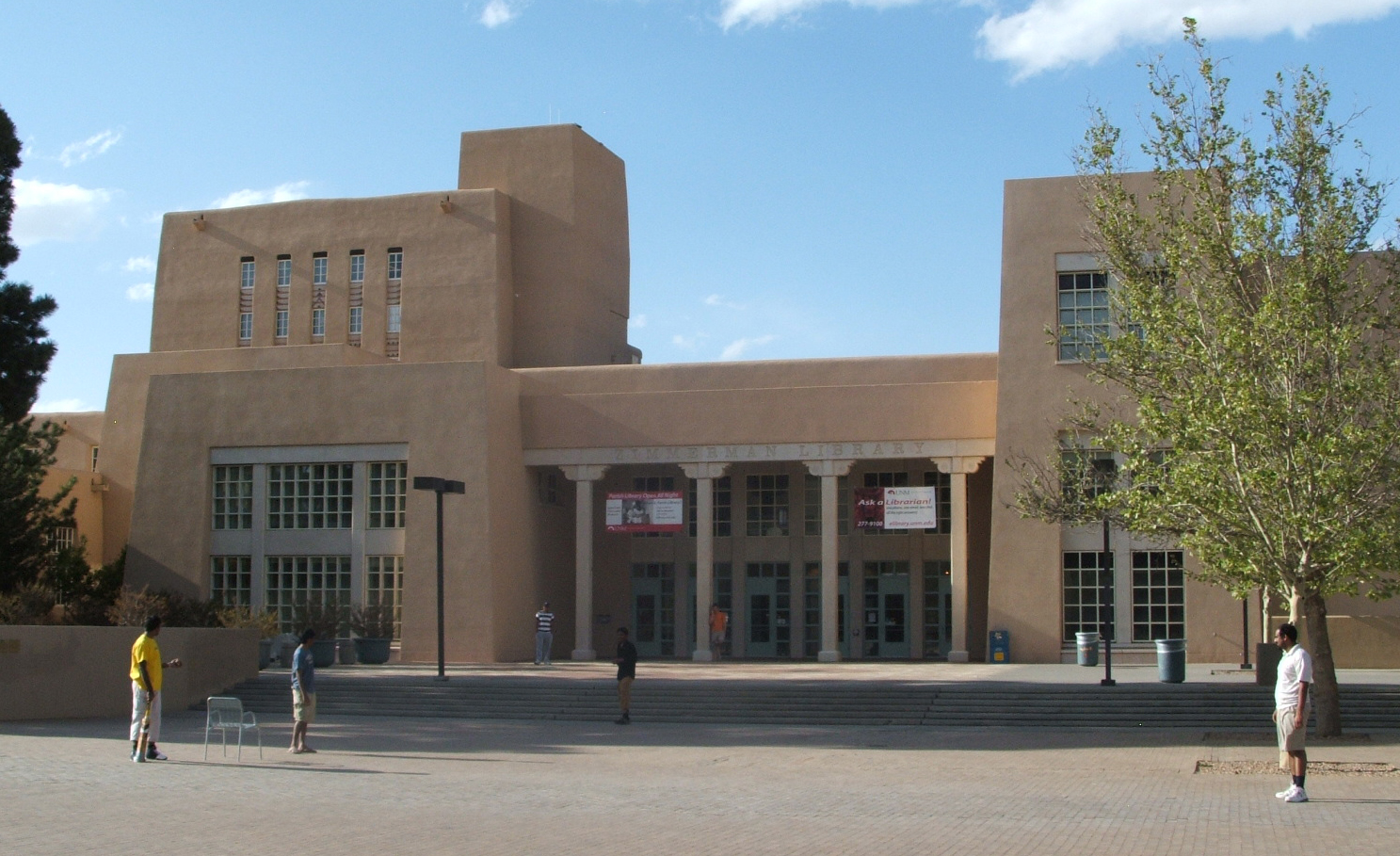
짐머만 도서관(Zimmerman Library)
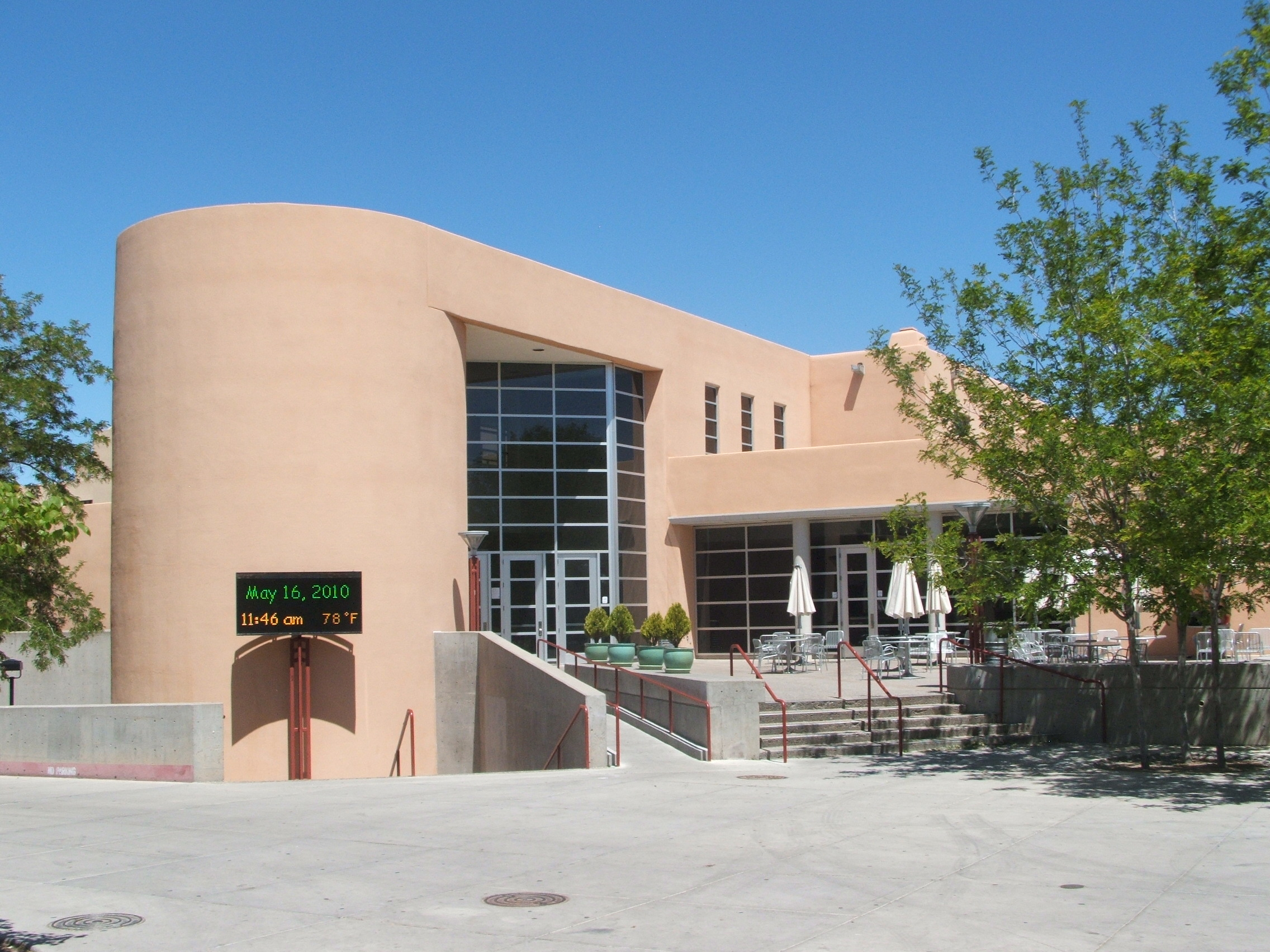
학생회관(Student Union Building)
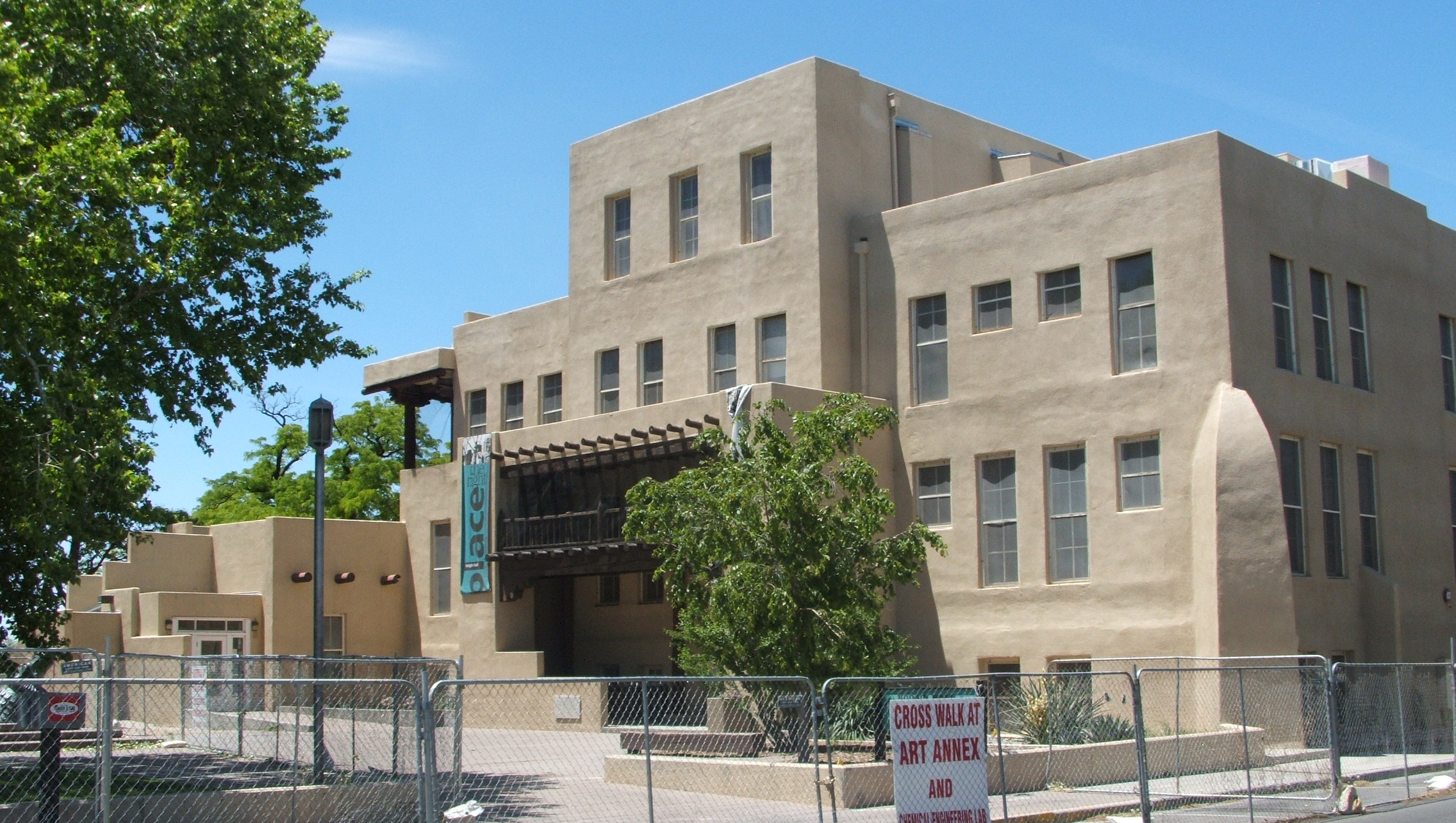
최초의 대학 건물인 호진홀(Hodgin Hall)
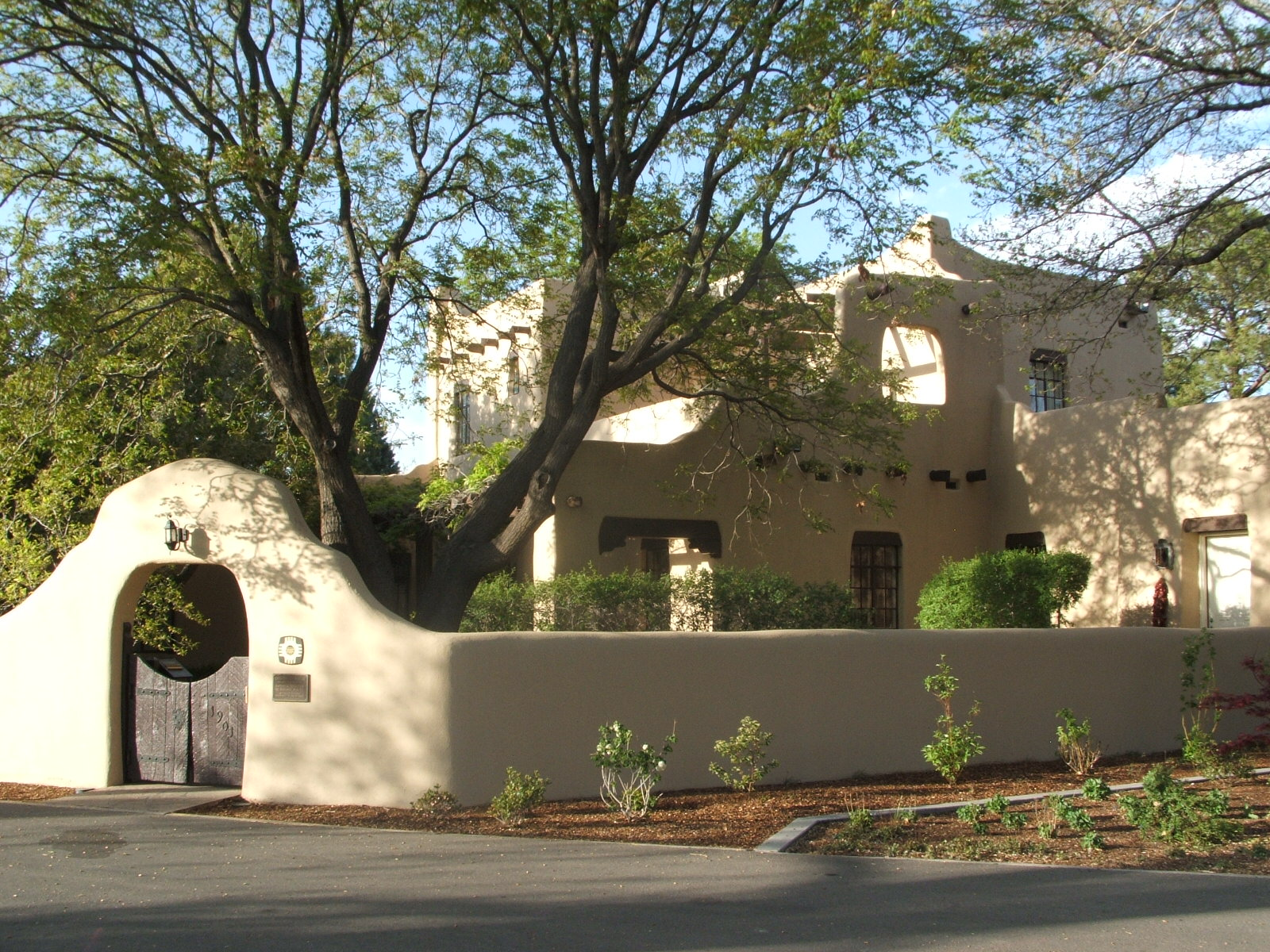
옛 총장 관저(University House)
막스웰 인류학 박물관(Maxwell Anthropology Museum)

## 같이 보기
- 뉴멕시코주의 대학 목록